# Ullanlinna
Ullanlinna (Zweeds: Ulrikasborg) is een zuidelijk district van Helsinki, Finland. De naam is te vertalen als Ulla's kasteel en verwijst naar de vestinglinie die in de 18e eeuw aan de zuidelijke rand van het gebied werd gebouwd, als onderdeel van de stadsversterkingen, waartoe ook het fort Suomenlinna behoorde. De naam Ulla verwijst naar de Zweedse koningin Ulrike Eleonora (1688-1741). In de 19e eeuw werd hert gebied gedomineerd door zomerpaviljoens die eigendom waren van de rijke middenklasse van de stad. In diezelfde eeuw veranderde het gebied geleidelijk toen de houten huizen werden vervangen door hogere stenen gebouwen, ontworpen in de destijds heersende Jugendstil-bouwstijl.
De wijk staat tegenwoordig bekend om zijn talrijke parken. Het centrale deel van Ullanlinna wordt gemarkeerd door het park Tähtitorninvuori, met in het midden het voormalige observatorium, ontworpen door de Pruisisch-Finse architect Carl Ludvig Engel. Ook het Museum voor Finse architectuur bevindt zich daar.
Ullanlinna is het district in Helsinki met het hoogst aantal Zweedssprekende inwoners.

## Galerij

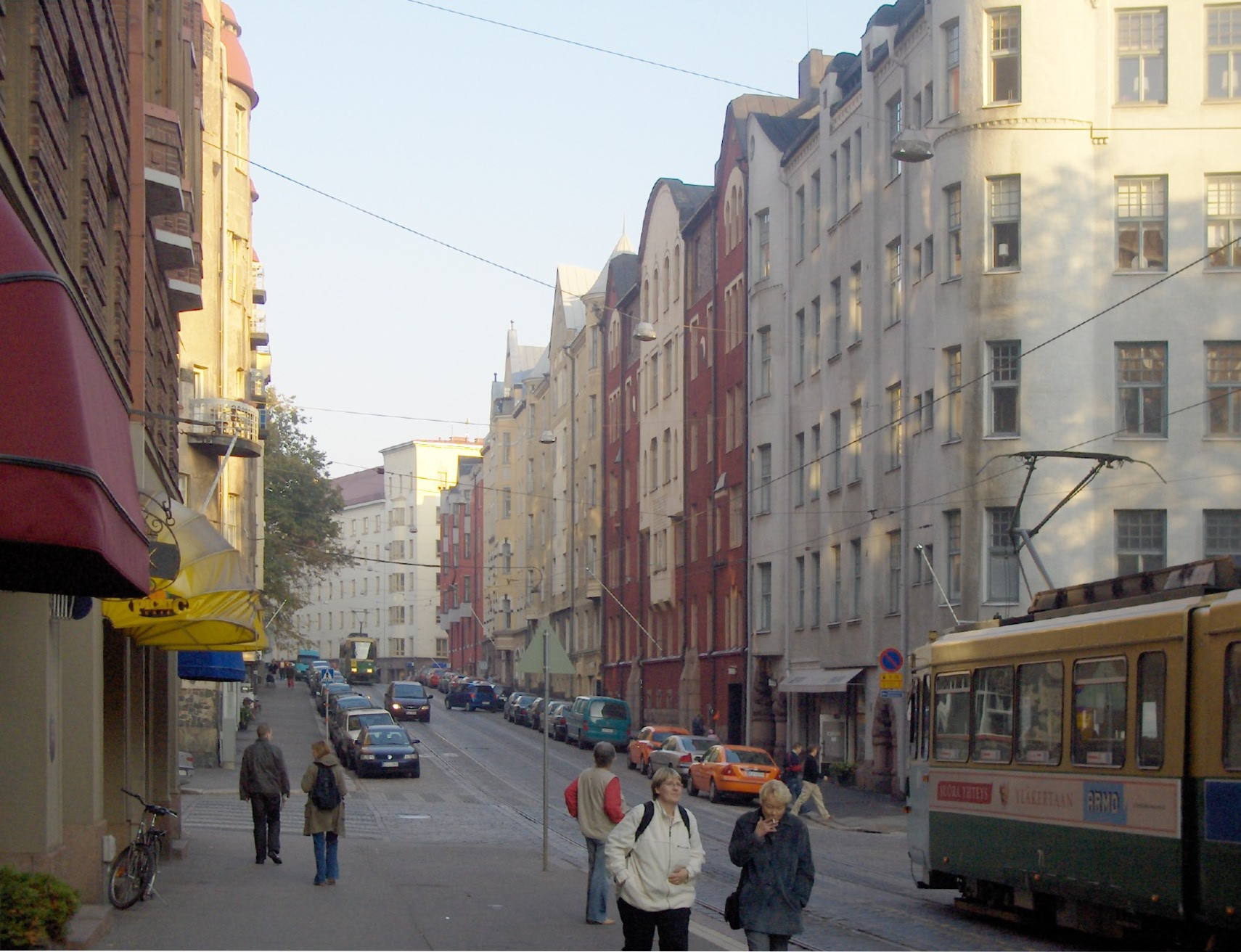
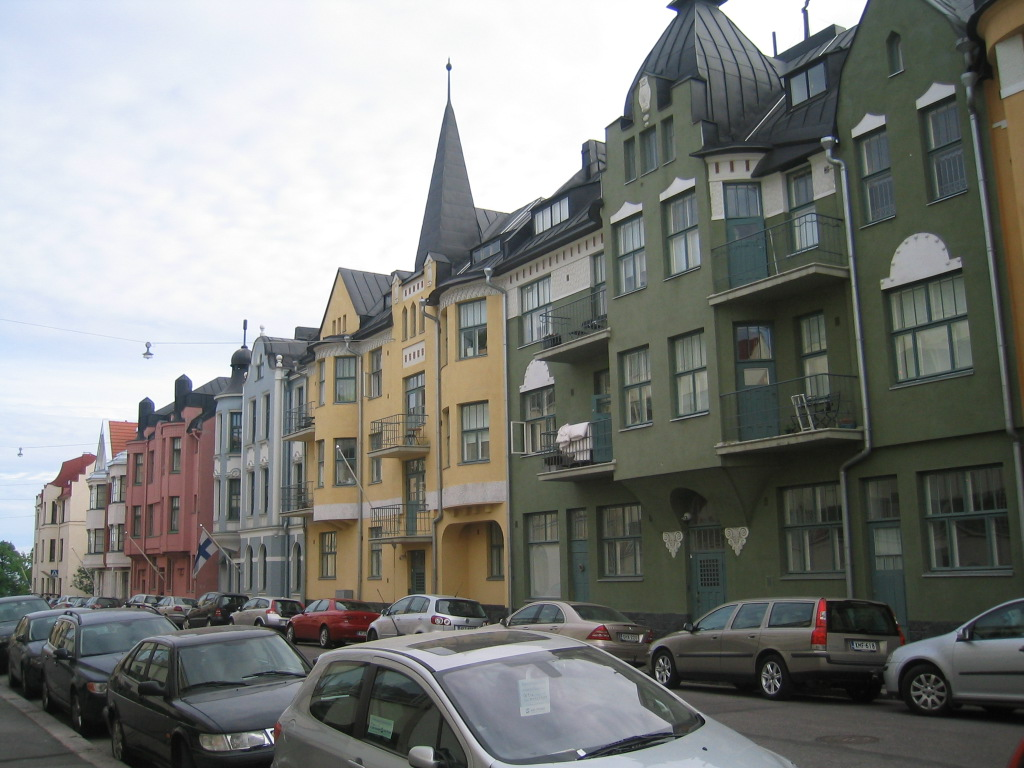
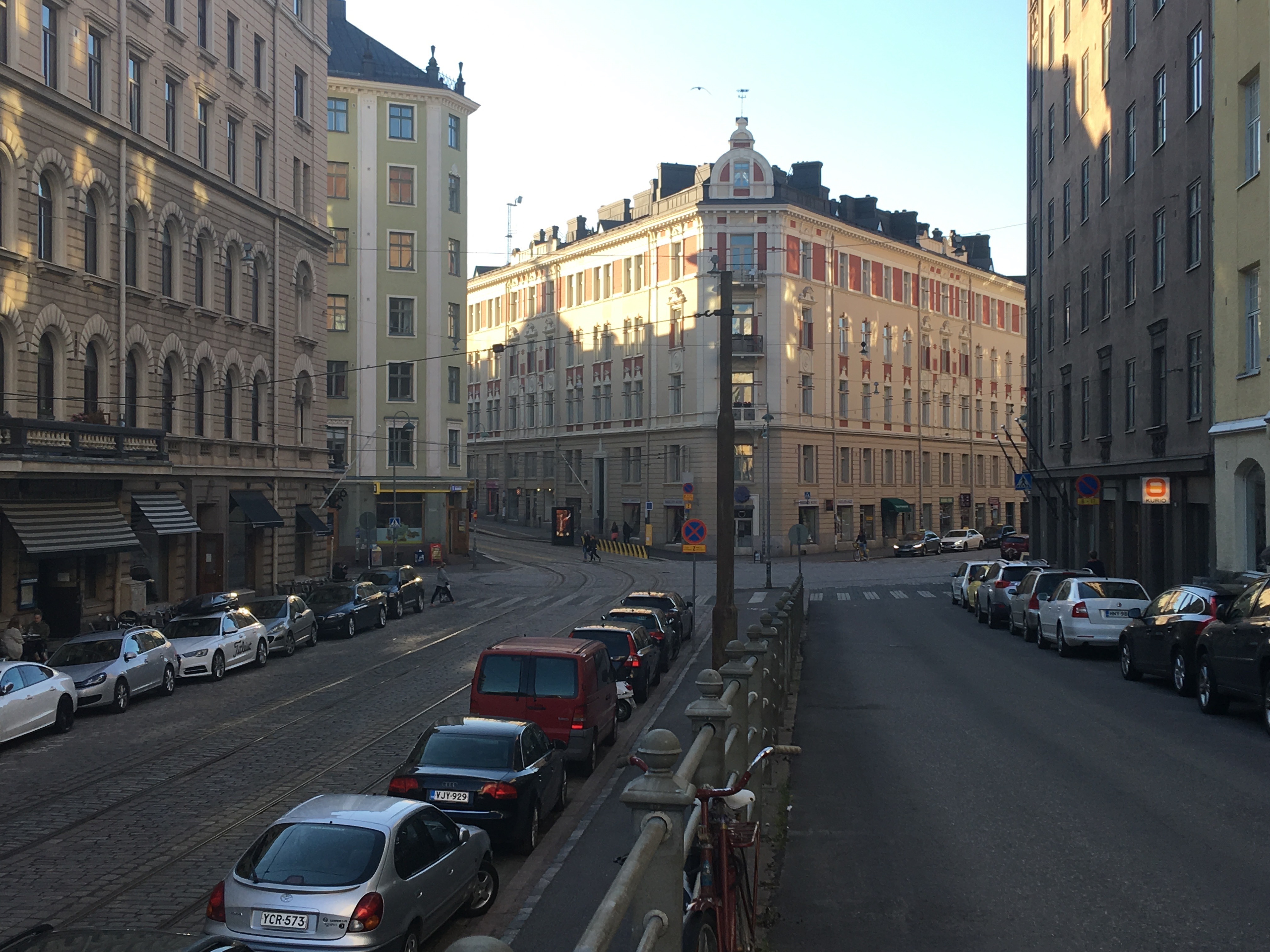